# Studio Biederer

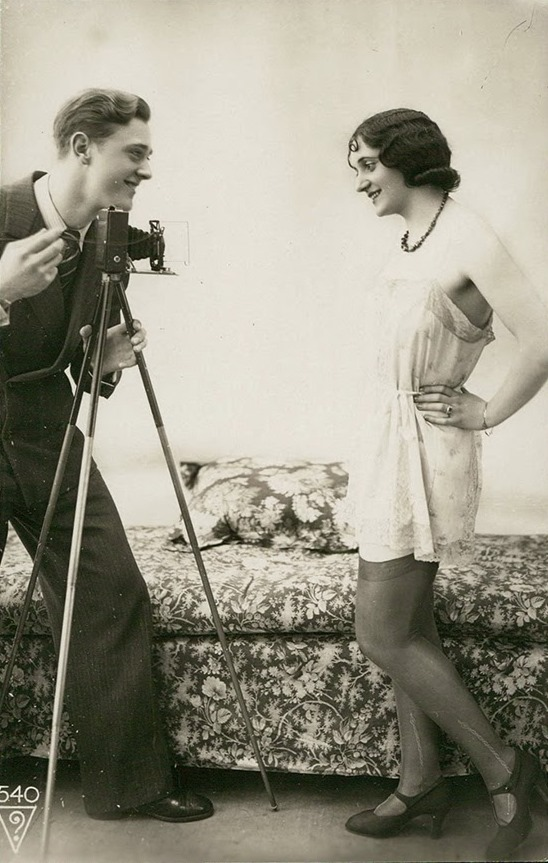
Una fotografia dallo Studio Biederer.

Lo Studio Biederer è stato uno studio fotografico francese attivo durante l'epoca dell'Art déco e gestito dai fratelli cecoslovacchi Jacques Biederer (1887-1942) e Charles Biederer (1892-1942).

## Storia
Originari di Ostrava, nell'odierna Repubblica Ceca, i due fratelli Biederer, nati da Maurice e Augustine, si trasferirono a Parigi all'inizio del XX secolo. Il primo a trasferirsi fu Jacques, terzo dei cinque fratelli Biederer, che arrivò nella capitale francese nel 1908 e vi aprì uno studio fotografico; cinque anni dopo, nel 1913, suo fratello minore Charles lo raggiunse per aiutarlo nella sua attività di fotografo.
Lo studio diretto dai due aveva sede al numero 33 di Boulevard du Temple e le fotografie lì prodotte erano pubblicate sotto il nome di Éditions Ostra, in onore della loro città di provenienza.
Probabilmente Jacques aveva iniziato la sua attività scattando comuni ritratti salvo poi cambiare genere e iniziare a dedicarsi alla fotografia di nudi, con le modelle ritratte in pose tipiche di quell'epoca. Ben presto però egli, aiutato dal fratello, iniziò ad allestire set sempre più sofisticati e, con il passare del tempo, i due fratelli si rivelarono assoluti innovatori della fotografia erotica e fetish (per la prima volta i soggetti ritratti indossavano capi d'abbigliamento come corsetti in cuoio, stivali a tacco alto, cinture di castità e affini) diventando di fatto precursori di fotografi e artisti come Charles Guyette, John Willie e Irving Klaw. Durante gli anni 1920 e 1930 i due fratelli, ormai noti in tutto l'ambiente parigino, pubblicarono fotografie con soggetti che andavano dal nudo artistico agli studi sui feticci sessuali e su pratiche erotiche quali il bondage, i giochi di ruolo in costume e le punizioni corporali. Alcune delle cartoline riportano la sigla "JB", "B", "Ostra" o un punto interrogativo all'interno di un triangolo, mentre altre fotografie possono essere identificate dallo stile, dalle scenografie utilizzate e dalle modelle ritratte.
Sull'onda del successo, i fratelli aprirono una seconda attività, lo Ostra Studio, con il quale produssero almeno tre film fetish muti (il numero preciso è sconosciuto a causa delle distruzioni di materiale seguite alla seconda guerra mondiale) con scene di dominazione e sottomissione, quali ad esempio Dressage au fouet, un cortometraggio delle durata di 3 minuti prodotto nel 1912 considerato il primo film fetish della storia.
Durante l'occupazione tedesca della Francia, nel corso della seconda guerra mondiale, i due fratelli Biederer, che erano ebrei, furono arrestati. Dopo essere stati entrambi internati nel campo di concentramento di Pithiviers, il 25 giugno 1942, Charles fu deportato con il trasporto numero 4 (il quarto a trasportare ebrei dalla Francia ma il primo a partire da Pithiviers) al campo di sterminio di Birkenau, mentre il 17 luglio seguente fu Jacques a partire per Birkenau, con il trasporto numero 6 (il secondo a partire da Pithiviers). È noto che i due fratelli trovarono la morte a Birkenau; le date precise delle loro morti non sono certe ma, stando all'archivio del museo statale di Auschwitz-Birkenau, sembra che Charles sia morto il 15 agosto 1942.

## Galleria d'immagini
Alcune delle immagini scattate dai fratelli Biederer:

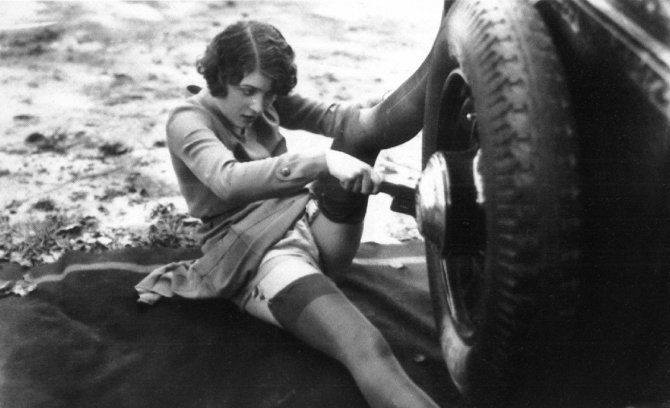
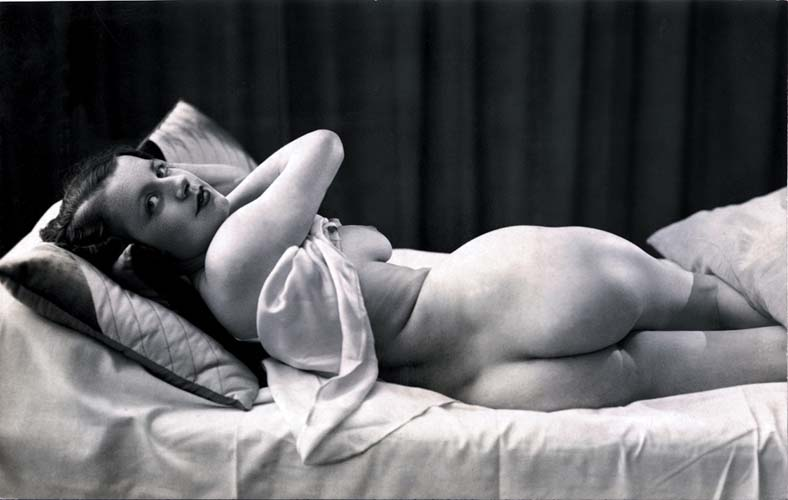
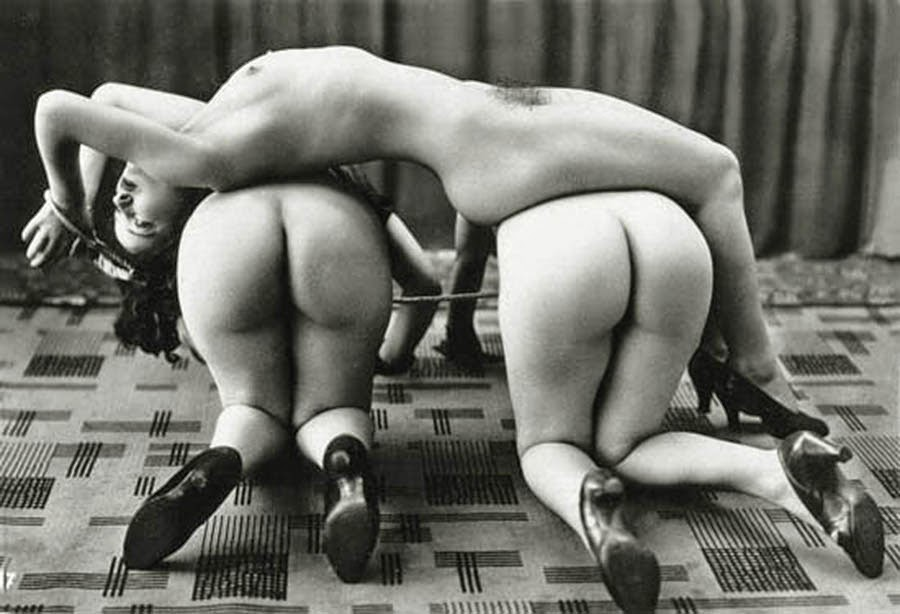
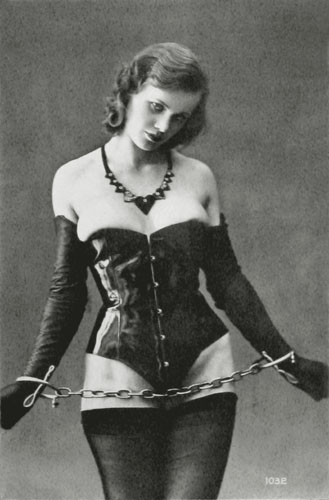